# Levirato
Il levirato è un'antica usanza praticata dagli ebrei e da molti altri popoli, secondo la quale, se un uomo sposato moriva senza figli, suo fratello o il suo parente più prossimo doveva sposare la vedova, e il loro figlio primogenito sarebbe stato considerato legalmente figlio del defunto. 
Il vocabolo levirato deriva dalla parola latina levir, che significa "cognato".
In generale, nelle società dove vige questa usanza, esiste anche il sororato (dal latino soror, 'sorella'), che consiste nell'obbligo per il vedovo di sposare la sorella della moglie.

## Il levirato nella Bibbia
Questa usanza è codificata dalla Bibbia nel Deuteronomio (25,5-10).
La motivazione addotta per questa legge era quella di assicurare al defunto una discendenza, cosa che era ed è tuttora ritenuta di grande importanza tra i popoli semitici; ma la motivazione più profonda, benché non esplicita e non del tutto comprensibile, è di tipo sociale e patrimoniale: evitare l'alienazione delle terre, in accordo con analoghe preoccupazioni espresse nel Levitico (25) e in Numeri (36,2-9). Si osservi che la norma è valida solo per fratelli che "abitano insieme" (cfr. v. 5): l'espressione suggerisce che la norma vorrebbe proteggere l'indivisibilità dei beni, ad esempio una impresa commerciale o una proprietà fondiaria per la quale si vuole evitare da un lato l'accumulo nelle mani di un unico proprietario (il primogenito del secondo fratello), dall'altro l'ingresso di un nuovo proprietario parziale estraneo alla famiglia (il nuovo marito della vedova).
La norma del levirato aveva anche un'altra importante funzione sociale, quella di garantire un marito alla vedova, in una società in cui le donne non dovevano lavorare e quindi avevano bisogno di un uomo che provvedesse al loro sostentamento.
Questa seconda funzione è documentata da due episodi biblici, nei quali è la vedova stessa a chiedere che la legge venga applicata:
- nella Genesi si racconta come Tamar sposò uno dopo l'altro due figli di Giuda, che morirono entrambi in breve tempo (il secondo, Onan, fu punito da Dio per essersi rifiutato di generare un figlio per il fratello morto, mettendo in pratica un metodo anticoncezionale: da questo episodio è stato derivato il termine onanismo). Giuda, quindi, rifiutò di dare in marito a Tamar il suo terzo figlio, temendo che anch'egli morisse. Tamar allora, travestendosi da prostituta, ebbe un rapporto sessuale con lo stesso Giuda, e ne concepì due gemelli. Giuda, scoperta la verità, diede ragione a Tamar.
- la vicenda di Rut è narrata nel libro a lei intitolato: ella era una straniera rimasta vedova dopo aver sposato un ebreo. Insieme alla suocera Noemi, fu costretta per sopravvivere a chiedere l'elemosina e a raccogliere nei campi le spighe scartate dai mietitori, fino a quando riuscì a rintracciare Booz, parente del suo defunto marito, il quale la sposò. Dal loro matrimonio discese la stirpe del re Davide.

I commentatori generalmente ritengono che questa legge sia il motivo per cui le due genealogie di Gesù riportate nei Vangeli di Matteo e Luca differiscono: in una sarebbero elencati gli antenati legali, nell'altra quelli reali.

## Diffusione del levirato
Il levirato è caratteristico delle società patriarcali ed era diffuso in ogni parte del mondo. Fra gli antichi indiani era conosciuto come "niyoga".
Per motivi dinastici, il levirato venne usato due volte dalla casa reale inglese: dopo la morte di Arturo Tudor la sua vedova, Caterina d'Aragona, venne data in sposa al fratello minore del defunto, il futuro Enrico VIII (1509); dopo la scomparsa del duca di Clarence e Avondale Alberto Vittorio la sua promessa sposa, Mary di Teck, dovette convolare a nozze con il fratello minore del defunto, il futuro Giorgio V (1893).
Il levirato è tuttora in uso presso alcuni popoli dell'Oceania, fra i Ciukci della Siberia, i nuer del Sudan, i lodagaa del Ghana settentrionale e i beduini dell'Arabia.
Presso i Nuer si pratica un'estensione della pratica del levirato definita "matrimonio con un defunto", nel caso muoia il promesso sposo, il fratello più giovane sposa la moglie promessa e i figli vengono considerati del defunto.